# Малая Хлоповая
Малая Хлоповая — хутор в Морозовском районе Ростовской области.
Входит в состав Широко-Атамановского сельского поселения.

## Население
| 2010 |
| ---- |
| 262  |

## Улицы
- ул. Лазоревая,
- ул. Мира,
- ул. Радужная,
- ул. Садовая,
- ул. Солнечная.